# Tongluohu Nongchang
Tongluohu Nongchang är en administrativ enhet på sockennivå i sydöstra Kina. Den ligger i Lufeng i staden Shanwei i provinsen Guangdong, omkring 270 kilometer öster om provinshuvudstaden Guangzhou. Antalet invånare är 17 419. Befolkningen består av 8 600 kvinnor och 8 819 män. Barn under 15 år utgör 31 %, vuxna 15-64 år 61 %, och äldre över 65 år 6,0 %.  Enheten administrerar ett jordbruk.